# ألفرد فن كريمر
أَلْفْرد فن كْرِيمَر (بالألمانية: Alfred von Kremer) ( 1243 - 1306 هـ / 1828 - 1889 م ) هو مستشرق نمسوي.
كان قنصلا في مصر و بيروت. نشر نحو عشرين كتاباً عربياً وله كتابات كثيرة بالألمانية عن الإسلام والثقافة الإسلامية.